# سورة المدثر
سورة المدثر هي سورة مكية، من المفصل، آياتها 56، وترتيبها في المصحف 74، في الجزء التاسع والعشرين، وليس لها اسم آخر، فهي من أوائل ما نزل من القرآن، نزلت بعد سورة المزمل، وقبل سورة القيامة، والثانية في ترتيب النزول، حيث نزلت بعد صدر سورة إقرأ على الراجح من أقوال المفسرين، بدأت بأسلوب نداء ﴿يَا أَيُّهَا الْمُدَّثِّرُ ۝١﴾ [المدثر:1]، وورد في مناسبتها لما قبلها، أنها متواخية مع السورة التي قبلها في الافتتاح بنداء النبي ﷺ، ومن أبرز مقاصد سورة المدثر: الجد والاجتهاد في الإنذار، وإثبات البعث وحقيقة ما أعده الله للمكذبين، وما سيناله المؤمنون، ومن أهم ما احتوت عليه السورة: "الحديث عن أمر ﷺ بإبلاغ الدعوة، ووحدانية الله بالعبودية.

## التعريف بسورة المدثر، وسبب التسمية

### التعريف بالسورة
سورة المدثر من أوائل ما نزل من القرآن، وتمثل حلقة من حلقات الكفاح النفسي الذي كافحه القرآن للجاهلية وتصوراتها في قلوب قريش، كما كافح العناد والكيد والإعراض الناشئ عن العمد والقصد بشتى الأساليب، المدثر هو لابس الدّثار، وأصلها المتدثر بمعنى المتغطي.

### سبب تسميتها
سميت بسورة المدثر، لافتتاحها بهذا الوصف الذي وصف به النبي ﷺ، وإشارة إلى الحادثة التي جاء فيها جبريل إلى النبي محمد وهو على جبل حراء وناداه الملك «يا محمد إنك رسول الله، كما في حديث جابر بن عبد الله بن عمرو بن حرام، ورجع إلى خديجة بنت خويلد فقال «دثّروني دثروني»، فنزل جبريل وقال ﴿يَا أَيُّهَا الْمُدَّثِّرُ ۝١﴾ [المدثر:1]. وأصل المدثر: المتدثر، وهو الذي يتدثر بثيابه لينام أو ليستدفئ، والدفار اسم لما يتدثر به.

## عدد آيات سورة المدثر، وكلماتها، وحروفها
عدد آياتها: عند أهل المدينة في عدّهم الأخير الذي أرسوا عليه وأهل الشام: (خمساً وخمسين آية)، وعدها أهل البصرة والكوفة وأهل المدينة في عدهم الأول الذي رجعوا عنه: (ستاً وخمسين آية).
عدد كلماتها: (مائتان وخمس وخمسون كلمة.
عدد حروفها: (ألف وعشرة).

## مكان نزول سورة المدثر وترتيبها
مكان النزول: نزلت سورة (المدثر) في مكة قبل هجرته ﷺ إلى المدينة، فهي مكية بإجماع المفسرين، وقد حكى هذا الاتفاق ابن عطية والقرطبي وغيرهم.
وأما ترتيبها: فهي السورة الرابعة والسبعون في ترتيب المصحف، قبلها سورة المزمل وبعدها سورة القيامة، والثانية في ترتيب النزول، حيث نزلت بعد صدر سورة إقرأ على الراجح من أقوال المفسرين.

## سبب نزول سورة المدثر
ينطبق على سورة المدّثّر، من ناحية سبب نزولها، ووقت نزولها، ما ينطبق على سورة المزّمّل فهناك روايات بأنها هي أول ما نزل بعد سورة العلق، ورواية أخرى بأنها نزلت بعد الجهر بالدعوة، وإيذاء المشركين للنبي ﷺ. ويمكن التوفيق بين هذه الروايات، بأنّ صدر سورة المدّثّر أول ما نزل من القرآن بعد سورة العلق، وهو من أوّل السورة إلى قوله تعالى: ﴿وَلِرَبِّكَ فَاصْبِرْ ۝٧﴾ [المدثر:7]، وأنّ الآيات التالية قد نزلت بعد الجهر بالدعوة، وربما كانت تعني شخصاً معيناً، هو الوليد بن المغيرة.
وفي الصحيحين عن جابر بن عبد الله  قال قال رسول الله ﷺ: «جاورت بحراء، فلما قضيت جواري هبطت فنوديت، فنظرت عن يميني فلم أر شيئا، ونظرت عن شمالي فلم أر شيئا، ونظرت أمامي فلم أر شيئا، ونظرت خلفي فلم أر شيئاً، فرفعت رأسي فرأيت شيئا، فأتيت خديجة فقلت: دثروني وصبوا علي ماء باردا، قال: فدثروني وصبوا علي ماء باردا، قال: فنزلت:  ﴿يَا أَيُّهَا الْمُدَّثِّرُ ۝١ قُمْ فَأَنْذِرْ ۝٢ وَرَبَّكَ فَكَبِّرْ ۝٣﴾ [المدثر:1–3]» .
سبب نزول الآية (11) وما بعدها: أخرج الحاكم وصححه عن ابن عباس قال: جاء الوليد بن المغيرة إلى رسول الله ﷺ فقرأ عليه القرآن فكأنه رق له، فبلغ ذلك أبا جهل، فأتاه فقال يا عم إن قومك يرون أن يجمعوا لك مالا ليعطوكه، فإنك أتيت محمدا لتتعرض لما قبله، قال: لقد علمت قريش أني من أكثرها مالا قال: فقل فيه قولا يبلغ قومك أنك منكر له، وأنك كاره له، قال: وماذا أقول ؟ فوالله ما فيكم رجل أعلم بالشعر لا برجزه ولا بقصيده مني، ولا بأشعار الجن مني، والله ما يشبه الذي يقول شيئا من هذا، ووالله إن لقوله الذي يقول لحلاوة، وإن عليه لطلاوة وإنه لمنير أعلاه، مشرق أسفله وإنه ليعلو وما يعلى، وإنه ليحطم ما تحته، قال: لا يرضى عنك قومك حتى تقول فيه، قال: فدعني حتى أفكر، فلما فكر قال: هذا سحر يؤثر، أي يأثره عن غيره، فنزلت (ذرني ومن خلقت وحيدا - إلى - سأصليه سقر).

## خصائص سورة المدثر
1. إن صدر سورة المدثر من أول ما نزل من القرآن بمكة بعد صدر سورة العلق.[15]
2. ومن خصائص سورة (المدثر) أنها من أوّل ما بدئ به الرسول ﷺ من الوحي، والأمر في قوله تعالى:﴿يَا أَيُّهَا الْمُدَّثِّرُ ۝١ قُمْ فَأَنْذِرْ ۝٢ وَرَبَّكَ فَكَبِّرْ ۝٣﴾ [المدثر:1–3] من أول الأوامر المتعلقة بالدعوة إلى الله، وهذه الآيات هي مبدأ الرسالة النبوية، وقد اشتملت على الأسس التي ينطلق منها الداعية ويتحرك بها في دعوته إلى الله.[2]
3. إن هذه السورة (المدثر)، لها سجع في بعض آياتها، واستخدمت الأساليب المتنوعة واختيار الكلمة القصيرة، ذات المعاني الكثيفة ليلتفت السامع ويتنبه إليها.[5]
4. إن صدر السورة نزل في مرحلة الدعوة السرية، وباقي السورة نزل بعد الجهر بالدعوة.[11]

## مناسبة سورة المدثر لموضوعها ولما قبلها وما بعدها

### مناسبتها السورة لما قبلها
1. تتشابه هذه السورة (المدثر) مع السورة التي قبلها (المزمل) في افتتاح كل منهما بمخاطبة النبي ﷺ بوصف من أوصافه، وفي تكليفه بأعباء الدعوة وتبليغ الرسالة التي شرّفه الله بها، فالمحور السابق الذي تدور حوله سورة المزمل هو الإعداد الروحي، للقيام بالدعوة، والمحور الرئيس الذي تدور حوله هذه السورة (المدثر) هو الإنذار والخطة العملية للصدّع به.[2]
2. لما جاء في سورة (المزمل): ﴿وَاصْبِرْ عَلَى مَا يَقُولُونَ وَاهْجُرْهُمْ هَجْرًا جَمِيلًا ۝١٠﴾ [المزمل:10]، جاء في سورة المدثر قوله تعالى:﴿وَلِرَبِّكَ فَاصْبِرْ ۝٧﴾ [المدثر:7]، وكل ذلك قصد واحد، وأتبع أمره بالصبر في المزمل بتهديد الكفار ووعيدهم:﴿وَذَرْنِي وَالْمُكَذِّبِينَ أُولِي النَّعْمَةِ وَمَهِّلْهُمْ قَلِيلًا ۝١١﴾ [المزمل:11]، وكذلك في المدثر:﴿ذَرْنِي وَمَنْ خَلَقْتُ وَحِيدًا ۝١١﴾ [المدثر:11]؛ فالسورتان واردتان في معرض واحد وقصد متحد.[16]
3. "لما ختمت «المزمل» بالبشارة لأرباب البصارة بعدما بدئت بالاجتهاد في الخدمة المهيىء للقيام بأعباء الدعوة، افتتحت هذه بمحط حكمة الرسالة وهي النذارة لأصحاب الخسارة.[17]
4. بدئت السورة السابقة بالأمر بـ قيام الليل (التهجد) وهو إعداد لنفسه ليكون داعية، وبدئت هذه السورة بالأمر بإنذار غيره، وهو إفادة لسواه في دعوته.[18]

### مناسبت السورة لما بعدها
1. لما قال سبحانه وتعالى في آخر المدثر:﴿كَلَّا بَلْ لَا يَخَافُونَ الْآخِرَةَ ۝٥٣﴾ [المدثر:53]، بعد ذكر الجنة والنار، وكان عدم خوفهم إياها لإنكارهم البعث، ذكر في سورة القيامة الدليل على البعث من أوجه ووصف يوم القيامة، وأهواله، وأحواله، ثم ذكر من قبل ذلك من خروج الروح من البدن ثم ما قبل ذلك من مبدأ الخلق، فذكرت الأحوال الثلاثة في هذه السورة على عكس ما هي في الواقع.[19]

## مقاصد سورة المدثر
1. توجيه النبي ﷺ إلى دعوة الخلق إلى الإيمان بالله وحده وتقرير حقيقة التوحيد.[3]
2. تكريم النبي ﷺ والأمر بإبلاغ دعوة الرسالة، وإعلان وحدانية الله بالإلهية، والأمر بالتطهر الحسي والمعنوي ونبذ الأصنام.[9]
3. إنذار المشركين بهول البعث، وتهديد من تصدى للطعن في القرآن وزعم أنه قول البشر وكفر الطاعن نعمة الله عليه فأقدم على الطعن في آياته مع علمه بأنها حق.[20]
4. تقرير صعوبة القيامة على أهل الكفر والعصيان، وتهديد الوليد بن المغيرة الذي منحه الله مالا وفيرا، وعشرة من البنين، وبسط له في العيش لكنّه قابل هذه النعم بالجحود والعناد.[11]
5. وصف أهوال جهنم، والرد على المشركين الذين استخفوا بها وزعموا قلة عدد حفظتها، وتحدي أهل الكتاب بأنهم جهلوا عدد حفظتها، وتأييسهم من التخلص من العذاب.[20]
6. تمثيل ضلال المشركين في الدنيا، ومقابلة حالهم بحال المؤمنين أهل الصلاة والزكاة والتصديق بيوم الجزاء.[7]
7. الحديث عن القرآن ووصفه بأنه تذكرة لمن شاء أن يتذكر، وبالثناء على الله بأنه أهل التقوى وأهل المغفرة.[21]

## المحتوى العام للسورة
1. النداء العلويّ، بانتداب النبي ﷺ يالنهوض بأعباء الدعوة، وانتزاعه من النوم والتدثّر والدفء، إلى الجهاد والكفاح والمشقة، بمهمة التبليغ بجد ونشاط.[7]
2. الناقور والصور وصعوبته على الكفار، وملامح الكافر وشبهاته حول القرآن وتهديده بالعذاب، وقصة الوليد بن المغيرة، واختلاف نظرة المؤمنين والكفار عن النار.[20]
3. ومن موضوعات السورة أنها تحدثت عن أحد المكذّبين بصفته، ورسمت في ثناياها مشهداً من مشاهد كيده، على نحو ما ورد في سورة.[11]
4. الحديث عن عالم الغيب، ووصف سقر، والملائكة القائمين عليها، وعددهم وامتحان الله لعباده بذلك العدد، وذلك في آية واحدة طويلة هي الآية:(31).[11]
5. الحديث عن مسئولية كل نفس بما كسبت وتعلقها بأوزارها، وبشارة المؤمنين بالنجاة، والكفار بالعذاب، وتصوير ما يجري من حوار بين الفريقين.[18]
6. استنكارا موقف المكذبين من الدعوة إلى التذكرة والنجاة من هذا المصير، ويرسم لهم مشهدا ساخرا، يثير الضحك والزراية، من نفارهم الحيواني الشّموس، وفي الختام يجيء التقرير الجازم الذي لا مجاملة فيه، وردّ الأمر كلّه إلى مشيئة الله سبحانه وقدره.[11]

## الناسخ والمنسوخ في سورة المدثر
سورة المدثر هي من أول القرآن نزولاً، وهي محكمة إلا آية واحدة منسوخة نزلت في قصة الوليد بن المغيرة المخزومي وهو قوله تعالى:﴿ذَرْنِي وَمَنْ خَلَقْتُ وَحِيدًا ۝١١﴾ [المدثر:11]، أي حل بيني وبينه فإني أتولى إهلاكه مع القصة وهي خاصة فيه، عامة في غيره الى آخرها نسخ الله ذلك بـ آية السيف.

## اللغة في سورة المدثر
(المدثر): الأصل في مدثر متدثر، فأُدغمت التاء في الدال لتقارب مخرجيهما، والدثار: ما يتدثر به الإنسان، وهو ما يلقيه عليه من كساء أو غيره.
(الرجز): يقال بكسر الراء وضمها وهما لغتان فيه والمعنى واحد عند جمهور أهل اللغة، وقال أبو العالية والربيع والكسائي: الرجز بالكسر العذاب والنجاسة والمعصية، وبالضم الوثن، ويحمل الرجز هنا على ما يشمل الأوثان وغيرها من أكل الميتة والدم.
الناقور: الأداة التي يدق عليها أو ينفخ فيها لإحداث صوت خاص بدعوة الناس وتنبيههم أو هو الصور أو القرن،  وفي الآيات إشارة إلى الموقف العصيب العسير الذي سوف يواجهه الكافرون حينما يبعث الناس إلى يوم القيامة والحياة الأخرى.
(وَمَهَّدْتُ لَهُ تَمْهِيداً): بسطت له الرياسة والجاه العريض فأتممت عليه نعمتي الجاه والمال واجتماعهما هو الكمال عند أهل الدنيا، وأصل التمهيد التسوية والتهيئة وتجوز به عن بسطة المال والجاه وكان لكثرة غناه ونضارة حاله الرائقة في الأعين منظرا ومخبرا يلقب ريحانة قريش. وكذا كانوا يلقبونه بالتوحيد بمعنى المنفرد باستحقاق الرياسة.
(عَبَسَ وبسر): (عبس): يعبس عبسا وعبوسا قطب وجهه وبابه جلس والعبس ما يبس في أذناب الإبل من البعر والبول.
و(بَسَرَ): بسر يبسر بسرا وبسورا إذا قبض ما بين عينيه كراهية للشيء واسود وجهه منه وبابه دخل ويقال وجه باسر أي منقبض أسود وقال الراغب: «البسر استعجال الشيء قبل أوانه نحو بسر الرجل حاجته: طلبها في غير أوانها، وماء بسر: متناول من غدير قبل سكونه، ومنه قيل للذي لم يدرك من الثمر بسر وقوله تعالى: (عَبَسَ وَبَسَرَ) أي أظهر العبوس قبل أوانه وقبل وقته.
(سَأُرْهِقُهُ صَعُودًا): الإرهاق: الإتعاب وتحميل ما لا يطاق.
والصعود: العقبة الشديدة التصعد الشاقة على الماشي وهي فعول مبالغة من صعد، فإن العقبة صعدة، فإذا كانت عقبة أشد تصعدا من العقبات المعتادة قيل لها: صعود.
(لَوَّاحَةٌ لِلْبَشَرِ): قال ابن عباس ومجاهد وأبو رزين والجمهور أي مغيرة للبشرات مسودة للجلود، وفي بعض الروايات عن بعض بزيادة «محرقة» والمراد في الجملة ف لَوَّاحَةٌ من لوحته الشمس إذا سودت ظاهره وأطرافه. والبشر جمع بشرة وهي ظاهر الجلد وفي بعض الآثار أنها تلفح الجلد لفحة فتدعه أشد سوادا من الليل.
(قَسْوَرَةٍ) القسورة: جماعة الرماة الذين يتصيدونها وقيل: الأسد يقال: ليوث قساور وهي فعولة من القسر وهو القهر والغلبة وفي وزنه الحيدرة من أسماء الأسد، وفي المختار: «القسور والقسورة: الأسد» وفي القاموس: «والقسورة: العزيز والأسد كالقسور ونصف الليل أو أوله أو معظمه ونبات سهلي والجمع قسور والرماة من الصيادين الواحد قسور.
(رهينة): والرهن: الوثاق والحبس ومنه الرهن في الدين، وقد يطلق على الملازمة والمقارنة، ومنه: فرسا رهان، وكلا المعنيين يصح الحمل عليه هنا على اختلاف الحال، وإنما يكون الرهن لتحقيق المطالبة بحق يخشى أن يتفلت منه المحقوق به، فالرهن مشعر بالأخذ بالشدة ومنه رهائن الحرب الذين يأخذهم الغالب من القوم المغلوبين ضمانا لئلا يخبس القوم بشروط الصلح وحتى يعطوا ديات القتلى فيكون الانتقام من الرهائن، وبهذا يكون قوله: كل نفس مرادا به خصوص أنفس المنذرين من البشر فهو من العام المراد به الخصوص بالقرينة، أي قرينة ما تعطيه مادة رهينة من معنى الحبس والأسر.

## البلاغة في سورة المدثر
1. تأكيد الاستفهام بغير أداة: نحو قوله تعالى:﴿ذَرْنِي وَمَنْ خَلَقْتُ وَحِيدًا ۝١١﴾ [المدثر:11].[20]
2. فن الإبهام: وذلك في قوله تعالى:﴿عَلَيْهَا تِسْعَةَ عَشَرَ ۝٣٠﴾ [المدثر:30] فن الإبهام وقد تقدم الإلماع إليه في هذا الكتاب ونعيده هنا بمزيد من التفصيل لأهمية هذه الآية ولكثرة ما خاض علماء البلاغة والمفسرون فيها، فنقول: الإبهام فن من فنون البلاغة، وهو أن يقول المتكلم كلاما يحتمل معنيين متغايرين لا يتميز أحدهما عن الآخر والفرق بينه وبين الاشتراك المعيب أن الاشتراك لا يصح إلا في لفظة مفردة لها مفهومان لا يعلم أيهما أراد المتكلم، والإبهام لا يكون إلا في الجمل المؤتلفة المفيدة ويختص بالفنون كالمدح والهجاء والعتاب والاعتذار والفخر والرثاء والنسيب وغير ذلك، ومنه نوع آخر يقع لأحد أمرين: إما لامتحان جودة الخاطر وإما لامتحان قوة الإيمان وضعفه، وهذه الآية التي نحن بصددها من هذا النوع أي امتحان قوة الإيمان وضعفه فإنه معنى﴿عَلَيْهَا تِسْعَةَ عَشَرَ ۝٣٠﴾ [المدثر:30] مبهم أشدّ الإبهام.[25]
3. تشبيه مرسل في قوله:﴿كَأَنَّهُمْ حُمُرٌ مُسْتَنْفِرَةٌ ۝٥٠ فَرَّتْ مِنْ قَسْوَرَةٍ ۝٥١﴾ [المدثر:50–51]، شبّههم بالحمر المستنفرة وفي ذلك مذمة ظاهرة وتهجين لحالهم وشهادة عليهم بالبله وقلة العقل ولا ترى مثل نفار حمر الوحش واطّرادها في العدو إذا رابها رائب.[25]

## القراءات لبعض الكلمات في السورة
﴿وَالرُّجْزَ فَاهْجُرْ ۝٥﴾ [المدثر:5]، اختلفوا في {والرجز}، فحفص وأبو جعفر ويعقوب بضم الراء لغة الحجاز، وافقهم ابن محيصن والحسن، والباقون بكسرها لغة تميم.
{تَسْتَكْثِر}(المدثر: 5)، قرأ الجمهور برفع الراء، وقرأ الحسن والأعمش بالجزم بدلا من الفعل قبله.
﴿وَاللَّيْلِ إِذْ أَدْبَرَ ۝٣٣﴾ [المدثر:33]، اختلفوا، قرأ نافع ويعقوب، وحمزة، وخلف، وحفص إذ بإسكان الذال من غير ألف بعدها، أدبر بهمزة مفتوحة، وإسكان الدال بعدها، وقرأ الباقون " إذا " بألف بعد الذال " دبر " بفتح الدال من غير همزة قبلها، فنافع وحفص وحمزة ويعقوب وخلف بإسكان الذال ظرفا لما مضى من الزمان أدبر بهمزة مفتوحة ودال ساكنة على وزن أكرم، وافقهم ابن محيصن والحسن، والباقون بفتح الدال ظرفا لما يستقبل وبفتح دال "دبر" على وزن ضرب لغتان بمعنى يقال دبر الليل وأدبر, وقيل أدبر تولى ودبر انقضى والرسم يحتملهما، وأمال "أتانا" و"أن يؤتى" حمزة والكسائي وخلف، وقللهما الأزرق بخلفه.
{مستنفرة}(المدثر: 50)، قرأِ نافع وابن عامر " مُسْتَنْفَرَةٌ " بفتح الفاء، وقرأ الباقون مستنْفِرة" بكسر الفاء، قال أبو منصور: من قرأ (مُسْتَنْفَرَة) فمعناه: مُنَفَّرَةٌ، كأن الصيادَ نَفَرَها.
{وَمَا يَذْكُرُونَ}(المدثر: 50)، قرأ نافع بالخطاب، والباقون بالغيب.

## الفوائد الفقهية في سورة المدثر
الآية الأولى: قوله تعالى:﴿وَثِيَابَكَ فَطَهِّرْ ۝٤﴾ [المدثر:4]، ففيها مسألتان:
المسألة الأولى: اختلف العلماء في تأويل هذه الآية على قولين:
1. أحدهما" أنه أراد نفسك فطهر، والنفس يعبر عنها بالثياب.
2. الثاني: أن المراد به الثياب الملبوسة، فتكون حقيقة، ويكون التأويل الأول مجازا، والذي يقول: إنها الثياب المجازية أكثر. روى ابن وهب عن مالك أنه قال: ما يعجبني أن أقرأ القرآن إلا في الصلاة والمساجد، لا في الطريق قال الله تعالى:﴿وَثِيَابَكَ فَطَهِّرْ ۝٤﴾ [المدثر:4]، يريد مالك أنه كنى بالثياب عن الدين، وقد روى عبد الله بن نافع عن أبي بكر بن عبد العزيز بن عبد الله بن عمر بن الخطاب عن مالك بن أنس في قوله تعالى:﴿وَثِيَابَكَ فَطَهِّرْ ۝٤﴾ [المدثر:4]، أي لا تلبسها على غدرة، وقد روي ذلك مسندا إلى ابن عباس، وكثيرا ما تستعمله العرب في ذلك كله.[30]

المسألة الثانية: ليس بممتنع أن تحمل الآية على عموم المراد فيها بالحقيقة والمجاز، وإذا حملناها على الثياب المعلومة الظاهرة فهي تتناول معنيين:
1. أحدهما تقصير الأذيال، فإنها إذا أرسلت تدنست؛ ولهذا قال عمر بن الخطاب لغلام من الأنصار وقد رأى ذيله مسترخيا: يا غلام، ارفع إزارك، فإنه أتقى وأنقى وأبقى.
2. والمعنى الثاني: غسلها من النجاسة؛ وهو ظاهر منها صحيح فيها.[30]

الآية الثانية: قوله تعالى:﴿وَرَبَّكَ فَكَبِّرْ ۝٣﴾ [المدثر:3].
قال القرطبي في هذه الآية: "يقول تعالى ذكره: وربك يا محمد فعظِّم بعبادته، والرغبة إليه في حاجاتك دون غيره من الآلهة والأنداد.

## المؤلفات في سورة المدثر
1. أسس الدعوة إلى الله في ضوء صدر سورة المدثر، د. عبد الله أحمد الزيوت، المجلة الأردنية في الدراسات الإسلامية، المجلد (14)، العدد: (3)ـ 2018.
2. جمال الفواصل القرآنية في سورة المدثر –دراسة صوتية دلالية، د. منصور علي سالم ناصر العمراني، مجلة الآداب، العدد الرابع عشر، مارس 2020م.
3. المقاصد العلمية والعملية في سورة المدثر، محمد بن أحمد رفيق، بدون تاريخ وطبعة.
4. سورة المدثر –دراسة تحليية أسلوبية-، رقة اليمنى، بحث مقدم إلى كلية الآداب بجامعة سونان كاليجاكا الإسلامية الحومية –جوكجاكرتا-، 2017م.
5. ما قرئ بالرفع والنصب في سورة المدثر –دراسة نحوية-، د. وداد بنت أحمد القحطاني، مجلة كلية الدراسات الإسلامة والعربية للبنات بالإسكندرية، العدد (38)، الإصدار الثاني.
6. مظاهر الإيقاع في القرآن الكريم –سورة المدثر أنموذجاً، سهام عماد، أطروحة مقدمة لنيل درجة الدكتوراه بجامعة يحي فارس المدية الجزائر –كلية الآداب واللغات-، سنة 2017- 2018م.
7. جماليات الإيقاع الصوتي في سورتي المزمل والمدثر، عمارة حفيظة، رسالة ماجستير بجامعة البويرة بالجزائر، كلية الآداب واللغات، 2019- 2020م.

## المرجع
1. ↑  المصحف الإلكتروني، سورة المدثر، التعريف بالسورة نسخة محفوظة 22 فبراير 2019 على موقع واي باك مشين.
2. 1 2 3 4  د.عبد الله أحمد الزيوت (2018). "أسس الدعوة إلى الله في ضوء صدر سورة المدثر". search.emarefa.net. 14. الأردن: المجلة الأردنية في الدراسات الإسلامية. ص. 92- 93،96. مؤرشف من الأصل في 2025-05-04. اطلع عليه بتاريخ 2025-05-04.
3. 1 2 3 4  د. منصور علي سالم ناصر العمراني (2020م) [2020-03-31]. "جمال الفواصل القرآنية في سورة المدثر : دراسة صوتية دلالية". search.emarefa.net. اليمن، جامعة ذمار: مجلة الآداب، العدد الرابع عشر. ص. 145،147. مؤرشف من الأصل في 2025-05-04. اطلع عليه بتاريخ 2025-05-04.
4. ↑  محمد بن أحمد رفيق (19 فبراير 2022). "المقاصد العلمية والعملية في سورة المدثر (PDF)". www.alukah.net. شبكة الألوكة. ص. 7. مؤرشف من الأصل في 2025-05-04. اطلع عليه بتاريخ 2025-05-04.{{استشهاد ويب}}:  صيانة الاستشهاد: التاريخ والسنة (link)
5. 1 2  رقة اليمنى (2017م). سورة المدثر –دراسة تحليية أسلوبية (PDF). الحومية –جوكجاكرتا: بحث مقدم إلى كلية الآداب بجامعة سونان كاليجاكا الإسلامية. ص. 15. مؤرشف من الأصل (PDF) في 2019-11-27.
6. 1 2  القحطاني، وداد بنت أحمد (1 ديسمبر 2022). "ما قرئ بالرفع والنصب في سورة المدثر دراسة نحويَّة". مجلة کلية الدراسات الإسلامية والعربية للبنات بالإسکندرية. ج. 38 ع. 7: 463–512،477. DOI:10.21608/bfda.2022.280496. ISSN:2812-5673. مؤرشف من الأصل في 2025-05-05.
7. 1 2 3 4 5 6  سهام عماد (2017). مظاهر الإيقاع في القرآن الكريم –سورة المدثر أنموذجاً. الجزائر –كلية الآداب واللغات: أطروحة مقدمة لنيل درجة الدكتوراه بجامعة يحي فارس المدية الجزائر. ص. 46،46،44. مؤرشف من الأصل (PDF) في 2025-05-05.
8. ↑  الموسوعة العربية العالمية - الجزء 22 (ط. الثانية). الرياض: مؤسسة أعمال الموسوعة للنشر والتوزيع. 1419 هـ (1999 م). ص. 469. ISBN:9960803546. {{استشهاد بكتاب}}: تحقق من التاريخ في: |سنة= (مساعدة)
9. 1 2 3 4 5  محمد الطاهر بن محمد بن محمد الطاهر بن عاشور التونسي (1984). "كتاب تفسير ابن عاشور التحرير والتنوير - المكتبة الشاملة". shamela.ws. 29. تونس: الدار التونسية للنشر. ص. 293،298،306،324. مؤرشف من الأصل في 2024-12-10. اطلع عليه بتاريخ 2025-05-06.
10. ↑  مرعي بن يوسف بن أبى بكر بن أحمد الكرمى المقدسي الحنبلى. "كتاب قلائد المرجان في بيان الناسخ والمنسوخ في القرآن - المكتبة الشاملة". shamela.ws. الكويت: دار القرآن الكريم. ص. 218. مؤرشف من الأصل في 2024-12-16. اطلع عليه بتاريخ 2025-05-06.
11. 1 2 3 4 5 6  جعفر شرف الدين (1420). "كتاب الموسوعة القرآنية خصائص السور - المكتبة الشاملة". shamela.ws. 10 (ط. الأولى). بيروت: دار التقريب بين المذاهب الإسلامية. ص. 231،236،232. مؤرشف من الأصل في 2024-12-05. اطلع عليه بتاريخ 2025-05-06.
12. ↑  أخرجه البخاري في باب: (وربك فكبر)، حديث رقم: (4924). ومسلم في صحيحه، باب: بدء الوحي على رسول الله –صلى الله عليه وسلم، حديث رقم: (257 ).
13. ↑  كتاب أسباب النزول للنيسابوري،دار الحديث - القاهرة
14. ↑  كتاب تفسير روائع البيان لمعاني القرآن،أيمن عبدالعزيز جبر ، دار الأرقم - عمان
15. ↑  أبو عبد الله بدر الدين محمد بن عبد الله بن بهادر الزركشي (1376). "كتاب البرهان في علوم القرآن - المكتبة الشاملة". shamela.ws. 1 (ط. الأولى). دار إحياء الكتب العربية عيسى البابى الحلبي وشركائه. ص. 193. مؤرشف من الأصل في 2024-09-09. اطلع عليه بتاريخ 2025-05-06.
16. ↑  أحمد بن إبراهيم بن الزبير الثقفي الغرناطي، أبو جعفر (1990). "كتاب البرهان في تناسب سور القرآن - المكتبة الشاملة". shamela.ws. المغرب: وزارة الأوقاف والشؤون الإسلامية. ص. 351. مؤرشف من الأصل في 2025-03-17. اطلع عليه بتاريخ 2025-05-06.
17. ↑  إبراهيم بن عمر بن حسن الرباط بن علي بن أبي بكر البقاعي (1984). "كتاب نظم الدرر في تناسب الآيات والسور - المكتبة الشاملة". shamela.ws. 21 (ط. الأولى). القاهرة: دار الكتاب الإسلامي. ص. 39. مؤرشف من الأصل في 2025-05-06. اطلع عليه بتاريخ 2025-05-06.{{استشهاد ويب}}:  صيانة الاستشهاد: BOT: original URL status unknown (link)
18. 1 2  د وهبة بن مصطفى الزحيلي (1991). "كتاب التفسير المنير - الزحيلي - المكتبة الشاملة". shamela.ws. 29 (ط. الثانية). دمشق: دار الفكر المعاصر. ص. 215،216. مؤرشف من الأصل في 2025-02-10. اطلع عليه بتاريخ 2025-05-06.
19. ↑  عبد الرحمن بن أبي بكر، جلال الدين السيوطي (2010). "أسرار ترتيب القرآن • الموقع الرسمي للمكتبة الشاملة". old.shamela.ws. دار الفضيلة للنشر والتوزيع. ص. 149. مؤرشف من الأصل في 2025-01-24. اطلع عليه بتاريخ 2025-05-06.
20. 1 2 3 4  عمارة حفيظة (2019). جماليات الإيقاع الصوتي في سورتي المزمل والمدثر (PDF). الجزائر: رسالة ماجستير بجامعة البويرة بالجزائر، كلية الآداب واللغات. ص. 54. مؤرشف من الأصل (PDF) في 2025-05-06.
21. ↑  محمد سيد طنطاوي (1973). "كتاب التفسير الوسيط لطنطاوي - المكتبة الشاملة". shamela.ws. 10 (ط. الأولى). الهيئة العامة لشئون المطابع الأميرية. ص. 1651. مؤرشف من الأصل في 2024-12-08. اطلع عليه بتاريخ 2025-05-06.
22. ↑  أبو القاسم هبة الله بن سلامة بن نصر بن علي البغدادي المقري (1404). "كتاب الناسخ والمنسوخ - المقري - المكتبة الشاملة". shamela.ws (ط. الأولى). بيروت: المكتب الإسلامي. ص. 189. مؤرشف من الأصل في 2024-12-16. اطلع عليه بتاريخ 2025-05-06.
23. ↑  دروزة محمد عزت. "كتاب التفسير الحديث - المكتبة الشاملة". shamela.ws. 1 (ط. 1383). القاهرة: دار إحياء الكتب العربية. ص. 445. مؤرشف من الأصل في 2024-12-19. اطلع عليه بتاريخ 2025-05-06.
24. 1 2  شهاب الدين محمود بن عبد الله الحسيني الألوسي. "كتاب تفسير الألوسي روح المعاني - ط العلمية - المكتبة الشاملة". shamela.ws. 15 (ط. الأولى). بيروت: دار الكتب العلمية. ص. 136،139. مؤرشف من الأصل في 2024-12-12. اطلع عليه بتاريخ 2025-05-06.
25. 1 2 3 4  محيي الدين بن أحمد مصطفى درويش (1415). "كتاب إعراب القرآن وبيانه - المكتبة الشاملة". shamela.ws. 10 (ط. الرابعة). حمص- سورية: دار الإرشاد للشئون الجامعية. ص. 274،287،281- 282،293. مؤرشف من الأصل في 2024-12-19. اطلع عليه بتاريخ 2025-05-06.
26. ↑  أحمد بن محمد بن أحمد بن عبد الغني الدمياطيّ، شهاب الدين الشهير بالبناء (2006). "كتاب إتحاف فضلاء البشر في القراءات الأربعة عشر - المكتبة الشاملة". shamela.ws (ط. الثالثة). لبنان: دار الكتب العلمية. ص. 562. مؤرشف من الأصل في 2024-12-10. اطلع عليه بتاريخ 2025-05-06.
27. ↑  شمس الدين أبو الخير ابن الجزري، محمد بن محمد بن يوسف. "كتاب النشر في القراءات العشر - المكتبة الشاملة". shamela.ws. 2. المطبعة التجارية الكبرى. ص. 393. مؤرشف من الأصل في 2025-02-19. اطلع عليه بتاريخ 2025-05-06.
28. ↑  محمد بن أحمد بن الأزهري الهروي، أبو منصور (1991). "كتاب معاني القراءات للأزهري - المكتبة الشاملة". shamela.ws. 3 (ط. الأولى). المملكة العربية السعودية: مركز البحوث في كلية الآداب - جامعة الملك سعود. ص. 104. مؤرشف من الأصل في 2024-12-07. اطلع عليه بتاريخ 2025-05-06.
29. ↑  شمس الدين أبو الخير ابن الجزري، محمد بن محمد بن يوسف (2000). "كتاب تحبير التيسير في القراءات العشر - المكتبة الشاملة". shamela.ws (ط. الأولى). الأردن: دار الفرقان. ص. 597. مؤرشف من الأصل في 2024-12-03. اطلع عليه بتاريخ 2025-05-06.
30. 1 2  القاضي محمد بن عبد الله أبو بكر بن العربي المعافري الاشبيلي المالكي (2003). "كتاب أحكام القرآن لابن العربي ط العلمية - المكتبة الشاملة". shamela.ws. 4 (ط. الثالثة). بيروت – لبنان: دار الكتب العلمية. ص. 340. مؤرشف من الأصل في 2025-01-23. اطلع عليه بتاريخ 2025-05-06.
31. ↑  محمد بن جرير بن يزيد بن كثير بن غالب الآملي، أبو جعفر الطبري (2001). "كتاب تفسير الطبري جامع البيان - ت التركي - المكتبة الشاملة". shamela.ws. 23 (ط. الأولى). مؤسسة الرسالة. ص. 9. مؤرشف من الأصل في 2024-12-19. اطلع عليه بتاريخ 2025-05-06.